# Бакарді (коктейль)
Бакарді — алкогольний коктейль-аперитив кубинського походження, основними компонентами якого є світлий ром (зазвичай Bacardi), гренадин і лимонний сік. Подається зазвичай перед вечерею. Належить до офіційних напоїв Міжнародної асоціації барменів (IBA), категорія «Незабутні» (англ. The Unforgettables).
Подібний за складом кубинський коктейль, де замість гренадину використовується цукровий сироп, має назву «Дайкирі».

## Склад і варіації
Склад:
- світлий ром 45 мл,
- гренадин (гранатовий сироп) 10 мл,
- лимонний сік 20 мл,
- лід.

Інгредієнти струшують шейкері та зціджують в коктейльний келих. Коктейль гарнірують часточкою лайма.
Варіації:
- Коктейль Бакарді Антифриз — ром Bacardi, ананасовий сік, лікер кавуновий, сауер / sour mix, сироп цукровий, мілкоколотий лід;
- Коктейль Бакарді Акапулько — ром Bacardi, ананасовий сік, текіла, грейпфрутовий сік;
- Коктейль Бакарді Лимонад — ром Bacardi і лимонад;
- Коктейль Бакарді Aloha — ром Bacardi, коньяк, мартіні, джин, лаймовий сік, содова.

## Історія створення коктейлю
На початку 20 століття коктейль був обличчям компанії Bacardi, звідси і назва коктейлю. Коктейль Бакарді за зовнішнім виглядом схожий на коктейль Космополітен, а за складом — на коктейль Дайкирі.
Згідно Washington Post, коктейль Бакарді виник в 1937 році, в кінці епохи сухого закону. Компанія випустила свій новий ром, і щоб він став більш популярним, придумала коктейль, головним інгредієнтом якого був цей ром. Коктейль Бакарді спочатку, як і коктейль Дайкірі, містив ром, сік лайма і цукор. Версія з гренадином виникла пізніше в США, а орієнтальний рецепт коктейлю виник на Кубі.
У 40-х роках 20 століття відбувся суд за авторство над рецептом коктейлю Бакарді. Суд постановив визнати за сім'єю Бакарді всі права на коктейль. Деякий час по тому в Нью-Йорку вийшов закон, згідно з яким в коктейлі Бакарді повинен використовуватися ром тільки марки Бакарді.